# Peter Christoph Gotthilf von Baumgarten
Peter Christoph Gotthilf von Baumgarten (geb. 12. Januar 1741 in Berlin; gest. 1. Oktober 1803) war ein preußischer Offizier und Landrat.

## Herkunft
Peter Christoph Gotthilf von Baumgarten war ein Sohn des Majors Peter Christoph von Baumgarten (* 1698) aus Lauenburg und dessen Ehefrau Sophia, geb. von Reichert.

## Werdegang
Peter Christoph Gotthilf von Baumgarten besuchte ab 1749 das Köllnische Gymnasium. Im Anschluss trat er 1761 als Fahnenjunker in die Preußische Armee ein. 1762 wurde er Fähnrich im Infanterie-Regiment von Tauentzien. 1764 folgte die Beförderung zum Sekonde-Leutnant, 1768 wurde er Premier-Leutnant und seit 1779 war er Stabs-Capitain. Nach seiner Nobilitierung wurde er im Rang eines Hauptmanns krankheitsbedingt von seinem Dienst aus der preußischen Armee verabschiedet. Mittels Ordre wurde von Baumgarten am 13. September 1780 zum Nachfolger von Ernst Wilhelm Benjamin von Korckwitz als Landrat des Kreises Groß Strehlitz bestätigt. Das Amt als Landrat konnte er aufgrund einer Erkrankung nur bis Dezember 1784 ausüben, seither lebte er als Privatmann in Breslau, sein Nachfolger wurde Gustav von Larisch.

## Persönliches
Peter Christoph Gotthilf von Baumgarten war Verfasser mehrerer Schriften, darunter Beobachtungen in der moralischen und literarischen Welt, zur Aufname des guten Geschmacks und der Sitten in Schlesien, veröffentlicht in zwei Teilen, 1773 und 1774 in Breslau. Weiterhin war er Übersetzer aus dem Französischen, zudem betätigte er sich in der Komposition.